# Maltby (Washington)
Maltby is een plaats (census-designated place) in de Amerikaanse staat Washington, en valt bestuurlijk gezien onder Snohomish County.

## Demografie
Bij de volkstelling in 2000 werd het aantal inwoners vastgesteld op 8267.

## Geografie
Volgens het United States Census Bureau beslaat de plaats een oppervlakte van
43,6 km², waarvan 43,4 km² land en 0,2 km² water. Maltby ligt op ongeveer 165 m boven zeeniveau.

## Plaatsen in de nabije omgeving
De onderstaande figuur toont nabijgelegen plaatsen in een straal van 8 km rond Maltby.